# Physalis hederifolia
Physalis hederifolia là loài thực vật có hoa trong họ Cà. Loài này được A. Gray miêu tả khoa học đầu tiên năm 1874.